# 全年齢対象
全年齢対象（ぜんねんれいたいしょう）とは、購入する際に特に年齢の下限による制限の無いものの事を指し、特に乳・幼児～17歳の者が購入や鑑賞しても教育面・安全面に支障がないと認められうる玩具やゲーム、映画などにある。
年齢の上限による制限については、年齢を理由とした差別にあたり、法的にも無効のためもともと存在しない。

## 玩具における定義
玩具の場合、日本では日本玩具協会の指定するST基準の指定がない玩具を指す。
玩具の対象年齢は主として倫理面の観点ではなく、安全面の観点から設定されることが多い。

## コンピュータゲームにおける定義
家庭用ゲーム機（PlayStation 4、Xbox One、PlayStation Vita、ニンテンドー3DS、Wii U、Nintendo Switchなど）で発売する場合、日本での審査はコンピュータエンターテインメントレーティング機構（CERO）の管轄となる。その審査で「A 全年齢対象」と認定される条件は、恋愛（デート、抱擁、キスシーンなど）、セクシャル（半裸、下着、水着など）、暴力・恐怖（格闘ゲームにおける殴る蹴るなどの行為、身体の欠損、出血、死体などの表現）、犯罪（殺人、強盗、暴走行為など）など多岐にわたるため、多くのソフトが「B 12歳以上対象」・「C 15歳以上対象」・「D 17歳以上対象」となる。
パーソナルコンピュータでは、CEROに加えてコンピュータソフトウェア倫理機構（ソフ倫）などが審査機関として存在し、CEROとほぼ同様の審査が行われるが、恋愛やセクシャル要素などについては若干緩めな判断を出す傾向がある。